# Tegosa fragilis
Tegosa fragilis är en fjärilsart som beskrevs av Bates 1864. Tegosa fragilis ingår i släktet Tegosa och familjen praktfjärilar. Inga underarter finns listade i Catalogue of Life.